# 128795 Douglaswalker
128795 Douglaswalker è un asteroide della fascia principale. Scoperto nel 2004, presenta un'orbita caratterizzata da un semiasse maggiore pari a 2,8004073 au e da un'eccentricità di 0,1039027, inclinata di 4,26706° rispetto all'eclittica.